# Jadier Valladares
Jadier Valladares Guzmán (ur. 11 października 1982 w Hawanie) – kubański sztangista, brązowy medalista igrzysk olimpijskich i srebrny medalista igrzysk panamerykańskich.

## Kariera
Swój pierwszy medal na arenie międzynarodowej wywalczył podczas igrzysk Ameryki Środkowej i Karaibów w Cartagenie w 2006 roku, gdzie zajął trzecie miejsce w wadze lekkociężkiej. Na rozgrywanych rok później igrzyskach panamerykańskich Rio de Janeiro wywalczył srebrny medal. Ponadto na igrzyskach olimpijskich w Pekinie w 2008 roku zdobył brązowy medal w tej samej kategorii wagowej. W zawodach tych wyprzedzili go jedynie Chińczyk Lu Yong i Ormianin Tigran Wardan Martirosjan. Pierwotnie Valladares zajął piąte miejsce, jednak wkrótce za doping zdyskwalifikowani zostali Andrej Rybakou z Białorusi (2. miejsce) oraz Kazach Władimir Siedow (4. miejsce), a brązowy medal przyznano Kubańczykowi. Był to jego jedyny start olimpijski. 